# Hexatoma (Eriocera) wilsonii
Hexatoma (Eriocera) wilsonii is een tweevleugelige uit de familie steltmuggen (Limoniidae). De soort komt voor in het Nearctisch gebied.